# ADESG Senador Guiomard
Associação Desportiva Senador Guiomard – brazylijski klub piłkarski z siedzibą w mieście Senador Guiomard leżącym w stanie Acre.

## Osiągnięcia
- Mistrz stanu Acre (Campeonato Acreano): 2006

## Historia
Klub ADESG założony został 26 stycznia 1982 rok i gra obecnie w pierwszej lidze stanu Acre (Campeonato Acreano).